# 拉林
拉林，是西班牙加利西亚自治区蓬特韦德拉省的一个市镇。 总面积327平方公里，总人口19.869人（2001年），人口密度61人/平方公里。

## 友好城市
- 法國 拉兰德